# Krasznoarmejszkij járás (Cseljabinszki terület)

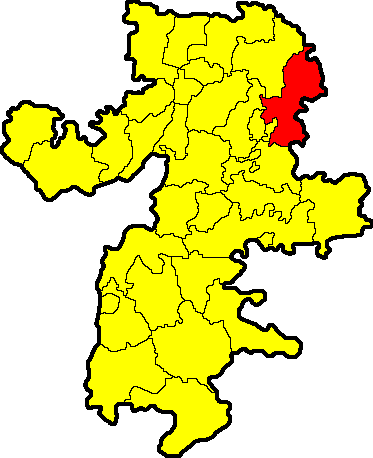
A Krasznoarmejszkij járás a Cseljabinszki területen

A Krasznoarmejszkij járás (oroszul Красноармейский муниципальный район) Oroszország egyik járása a Cseljabinszki területen. Székhelye Miasszkoje.

## Népesség
- 1989-ben 45 881 lakosa volt.
- 2002-ben 43 553 lakosa volt, melyből 34 469 orosz, 3306 tatár, 2713 baskír, 783 német, 773 ukrán, 333 fehérorosz, 257 mordvin, 137 örmény, 131 csuvas stb.
- 2010-ben 41 710 lakosa volt, melyből 33 657 orosz, 2913 tatár, 2503 baskír, 549 német, 512 ukrán, 244 fehérorosz, 197 örmény, 159 mordvin, 125 cigány stb.